# 马来西亚峇迪航空
马来西亚峇迪航空（IATA代码：OD；ICAO代码：MXD，呼号：MALINDO），又稱作馬印航空(以下多簡為稱此名)、峇迪航空，商業營運名稱仍為马来西亚峇迪航空，亦譯為馬來西亞蠟染航空，是马来西亚的一家航空公司，也是马来西亚国内规模仅次于马来西亚航空、亚洲航空以及亚洲航空X的国际航空公司。其主要枢纽设于吉隆坡国际机场，次要枢纽则设于梳邦机场，总部办公处则设于雪兰莪八打灵再也。
马来西亚峇迪航空主要经营大马国内航线，以及横跨亚太、澳洲和中东的国际航线。马来西亚峇迪航空有時被視作廉價航空公司，但乘客亦可以付費選購其他一般航空公司會提供之服務（例如行李限額及商務客位等）。主要航线集中在马来西亚和印尼。

## 歷史
馬印航空創立於2012年9月，由马来西亚国家航空及国防工业私人有限公司（National Aerospace & Defence Industries Sdn Bhd）與印尼獅子航空以「51% : 49%」的股份比例合资而成，于2013年3月正式開航。其公司名稱取自马来西亚（Malaysia）和印度尼西亚（Indonesia）兩國英文名字的前半段。2017年美國波音所生產最新型的窄體客機737MAX，首架出廠的飛機已於5月在西雅圖波音公司總廠，交付給馬印航空（Malindo Air），並領先世界其他航空業者投入商業運轉。

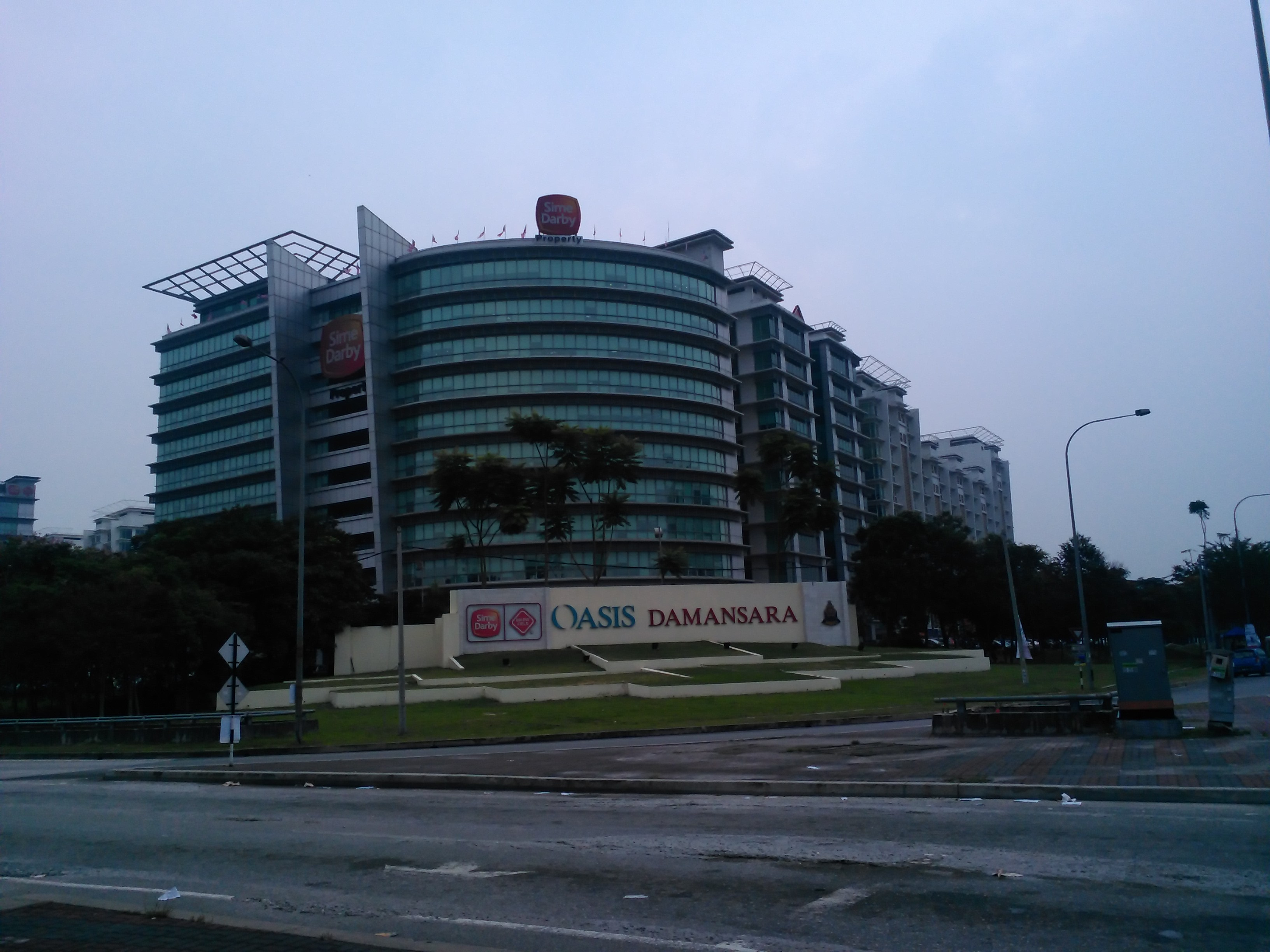
马印航空总部 Oasis Damansara

2022年7月11日，马印航空商業名稱改为「马来西亚峇迪航空」（Batik Air Malaysia），并加入一支由波音737-8组成的机队，成为马来西亚航空业首个采用该机型的航空公司，并开拓一条飞往巴基斯坦的新航线。

## 航点

### 東南亞
马来西亚
- 吉隆坡 - 吉隆坡国际机场[8] 主要枢纽
- 吉隆坡 - 梳邦机场[9] 次要枢纽
- 新山 - 士乃国际机场[8][9][10][11][12]
- 局茶（英语：Kerteh） - 局茶机场（英语：Kerteh Airport）
- 哥打巴鲁 - 蘇丹依斯邁柏特拉機場
- 亚庇 - 亚庇国际机场
- 瓜拉登嘉楼 - 蘇丹馬慕國際機場
- 关丹 - 蘇丹阿末沙機場
- 古晋 - 古晋国际机场
- 浮罗交怡 - 浮罗交怡国际机场
- 马六甲 - 马六甲国际机场
- 槟城 - 槟城国际机场

 新加坡
- 新加坡 - 新加坡樟宜机场

 印度尼西亞
- 万隆 - 侯赛因·萨斯特拉内加拉国际机场
- 巴厘岛 - 伍拉·赖国际机场
- 巴淡 - 韩那丁国际机场
- 雅加达 - 苏加诺-哈达国际机场
- 棉兰 - 瓜拉纳穆国际机场
- 北干巴鲁 - 苏丹沙里夫卡西姆二世国际机场（英语：Sultan Syarif Kasim II International Airport）

 泰國
- 曼谷 - 廊曼国际机场
- 甲米 - 甲米国际机场

 越南
- 胡志明市 - 新山一国际机场[13]

### 東亞
中華民國
- 臺北 - 桃園國際機場 →（延遠至名古屋中部國際機場、大阪關西國際機場、沖繩那霸機場）

 中华人民共和国
- 广州 - 广州白云国际机场[11]
- 海口 - 海口美兰国际机场[10]
- 三亚 - 三亚凤凰国际机场
- 桂林 - 桂林两江国际机场
- 厦门 - 厦门高崎国际机场
- 贵阳 - 贵阳龙洞堡国际机场
- 香港 - 香港国际机场

 日本
- 大阪 - 關西國際機場（經停台北桃園國際機場)
- 那霸 - 那霸機場（經停台北桃園國際機場)
- 名古屋 - 中部國際機場（經停台北桃園國際機場)

### 南亞
- 吉大港 - 沙赫阿马纳国际机场
- 达卡 - 沙阿贾拉勒国际机场

 印度
- 阿姆利则 - 阿姆利则机场（英语：Sri Guru Ram Dass Jee International Airport）
- 德里 - 英迪拉·甘地国际机场
- 柯枝 - 柯枝国际机场
- 孟买 - 贾特拉帕蒂·希瓦吉国际机场
- 蒂鲁吉拉帕利 - 蒂鲁吉拉帕利国际机场
- 特里凡得琅 - 特里凡得琅国际机场[14]
- 维沙卡帕特南 - 维沙卡帕特南机场（英语：Visakhapatnam Airport）[15]

 尼泊尔
- 加德满都 - 特里布万国际机场[16]

 斯里蘭卡
- 科伦坡 - 班达拉奈克国际机场

### 西亞
阿联酋
- 杜拜 - 杜拜國際機場[17]

 沙烏地阿拉伯
- 吉达 - 阿卜杜勒-阿齐兹国王国际机场[18]

### 大洋洲
- 珀斯 - 珀斯機場[19]
- 布里斯班 - 布里斯班国际机场[20]
- 墨尔本-墨尔本机场
- 阿德萊德-阿德萊德机场

## 機隊

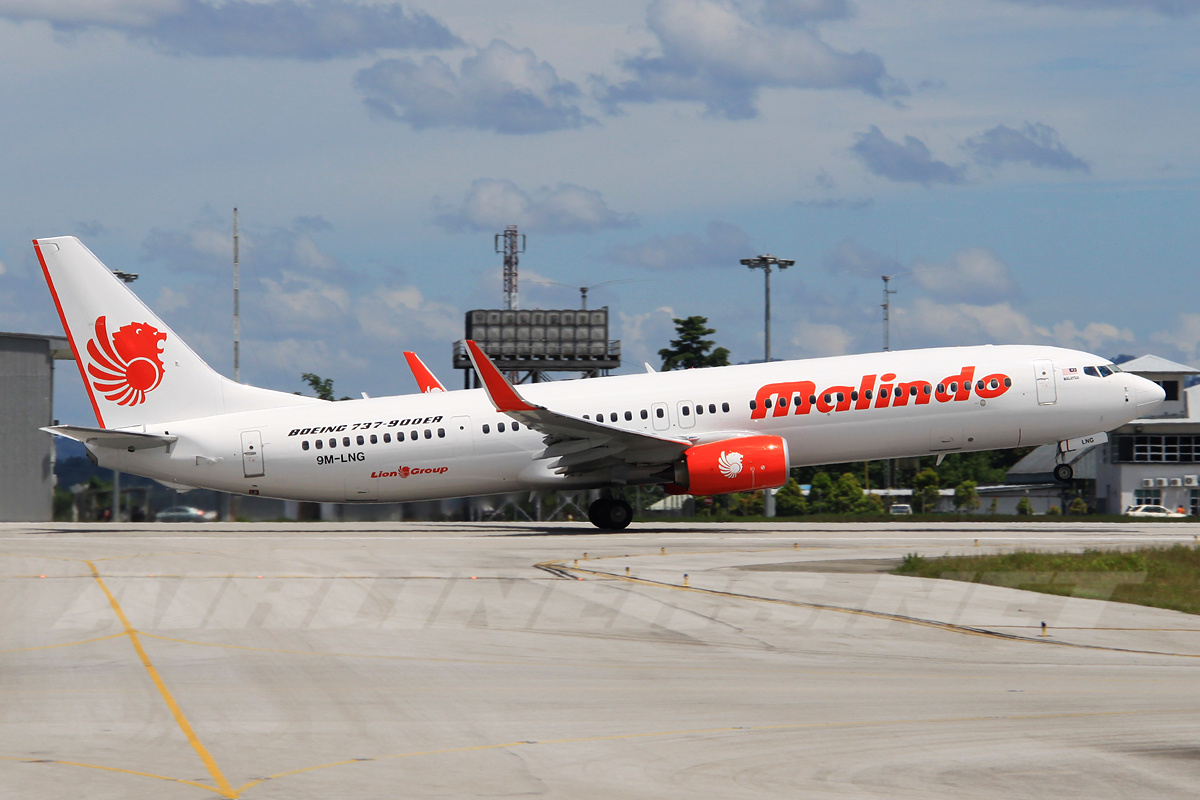
马印航空波音737-900ER在古晋国际机场

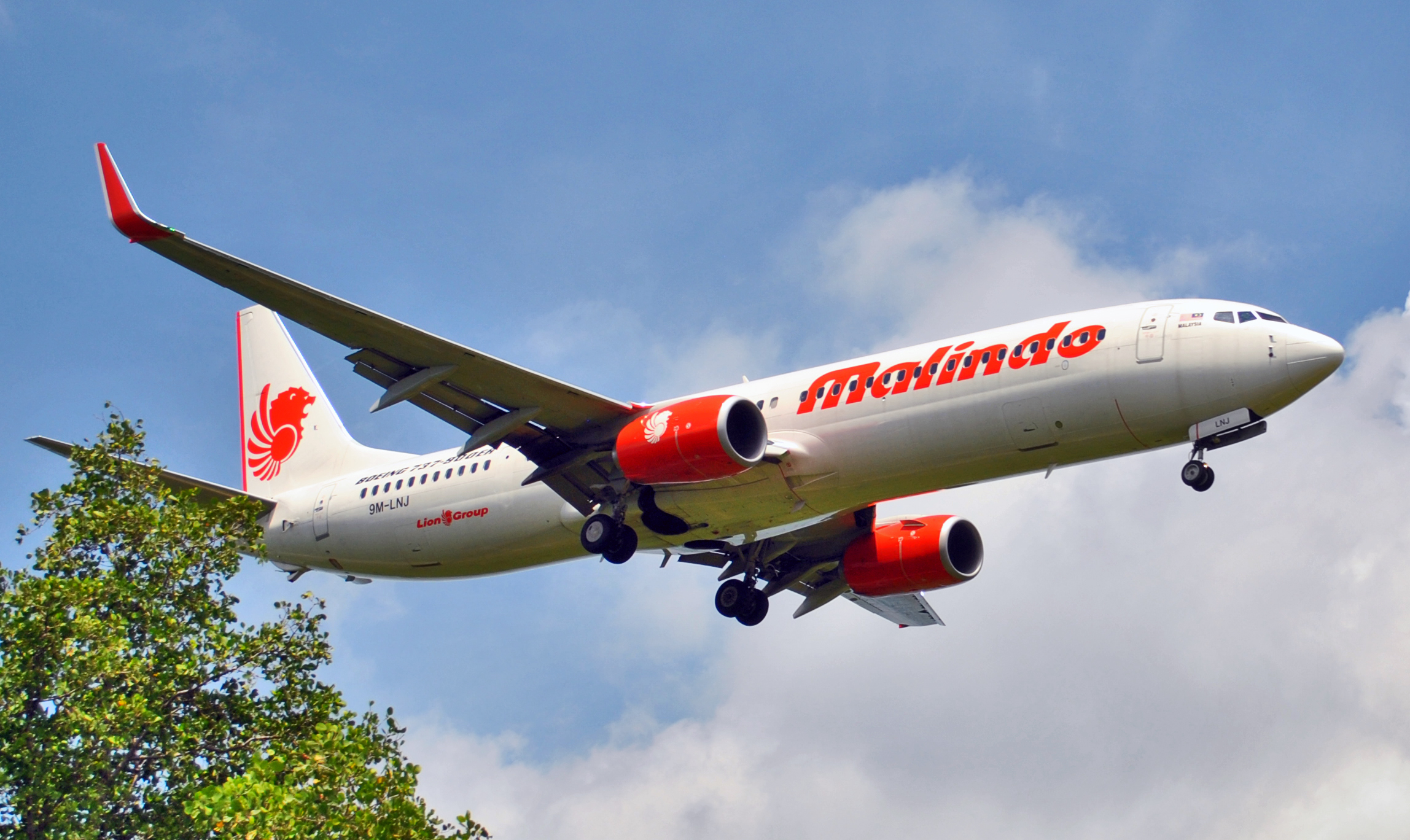
马印航空波音737-900ER正在降落於伍拉·赖国际机场

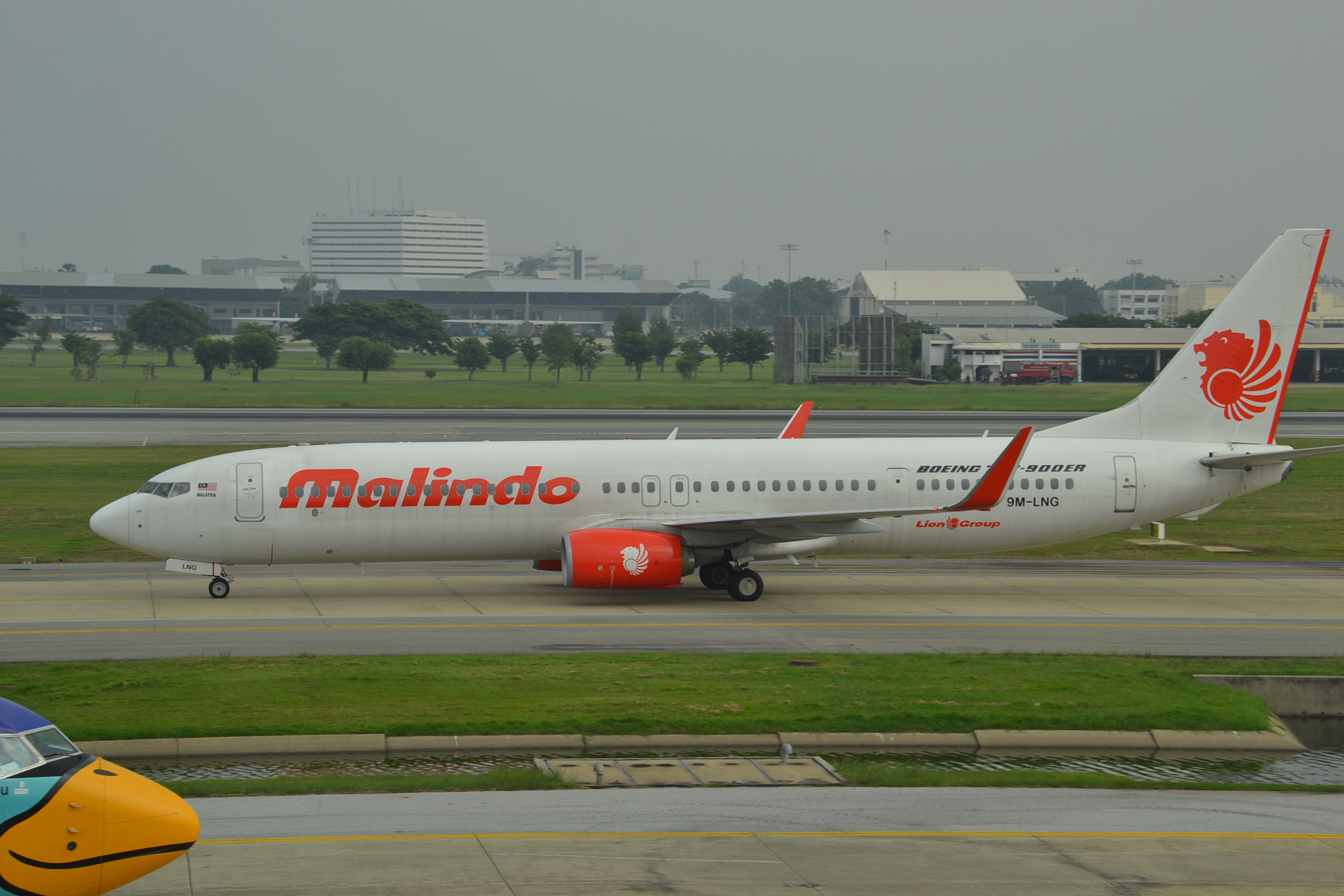
马印航空波音737-900ER在廊曼国际机场

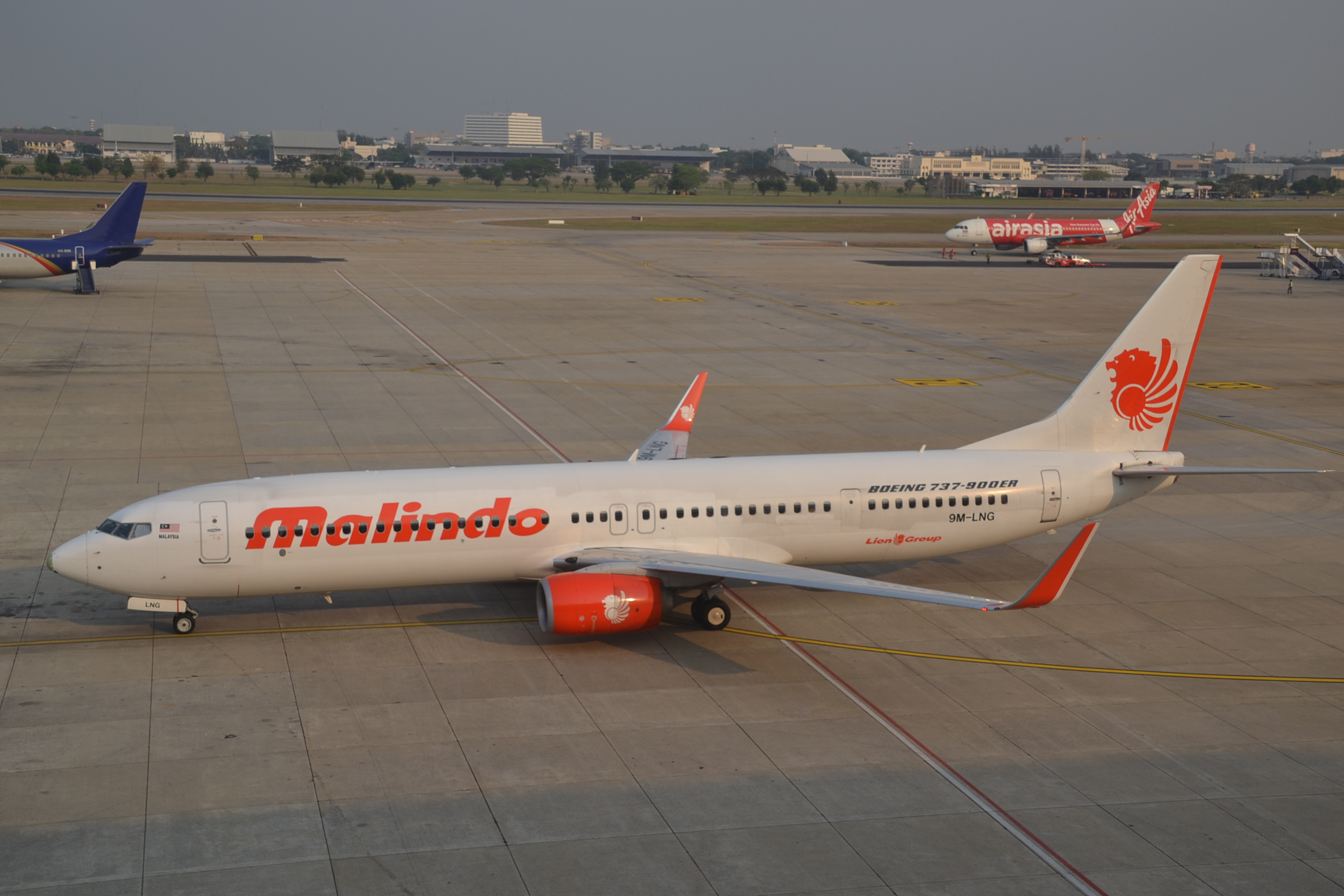
马印航空波音737-900ER在廊曼国际机场

截止2024年9月，馬印航空的機隊平均機齡為7.9年，機隊如下：

## 事故
- 2014年3月26日，马來西亞峇迪航空公司一架机型为ATR72的OD1804航班，上午因在高空飞行时涡轮发动机着火而被迫折返，事故未造成人员伤亡。OD1804于当天7点30分从位于马来西亚吉隆坡的梳邦国际机场起飞，飞往该国的登嘉楼。机上乘客包括登嘉楼足球队队员。一名名叫法依兹•苏博里（Faiz Subri）的登嘉楼球员在社交网站Facebook上发布了飞机起火的照片。马印航空公司发表声明证实了这起事故。该飞机在7000英尺(约2100米)的高空上发生意外，触动飞机火灾警报器。机组人员迅速展开紧急机制，根据标准作业程序控制情况。声明称，“机长决定回返梳邦，飞机较后也安全降落在梳邦，没有进一步意外发生，也没有人受伤”， 所有乘客较后转乘另一辆航班前往登嘉楼，同時指出，当局仍在调查意外起因，并已向有关当局、引擎与飞机制造商报告。